# Juan Carlos Lemus
Juan Carlos Lemus Garcia (6 maggio 1965) è un ex pugile cubano.
Ha vinto la medaglia d'oro olimpica nel pugilato alle Olimpiadi di Barcellona 1992, in particolare nella categoria pesi superwelter.
Nel 1991 ha vinto una medaglia d'oro ai campionati mondiali di pugilato dilettanti nella stessa categoria.